# Fragmento de yelmo de Tjele
El fragmento de yelmo de Tjele es un fragmento de hierro y bronce de la época vikinga, que originalmente comprendía las cejas y el protector nasal de un casco de combate. Fue descubierto en 1850 con un gran surtido de herramientas de herrero en Dinamarca, y aunque el hallazgo fue enviado al Museo Nacional de Dinamarca, durante 134 años el fragmento fue confundido con una montura. En 1984 fue identificado correctamente por un asistente del museo como el resto de uno de los cinco únicos « cascos conocidos de la época vikinga».
El fragmento de Tjele, que data aproximadamente de los años 950 a 970 d. C., se une al yelmo de Gjermundbu, a dos fragmentos de Gotland y a uno de Kiev, como los cascos conocidos de la época vikinga. Estos representan la evolución final de los «cascos con cresta» utilizados en Europa a partir del siglo VI, y conocidos principalmente por los ejemplos anglosajones y de la era de Vendel, como el yelmo de Sutton Hoo. El fragmento de Tjele es uno de los dos únicos cascos de este tipo descubiertos en Dinamarca; el anterior, el de Gevninge, fabricado aproximadamente entre el 550 y el 700 d. C., fue descubierto en el año 2000.

## Descripción
Se trata de un objeto con forma de ala, el fragmento mide aproximadamente 12 cm de ancho y 7 cm de alto, fue realizado en una sola pieza y tiene «evidencia de posibles extensiones hacia la base del nasal». Aunque ahora el fragmento únicamente comprende las cejas y el nasal de un casco, es probable que en su día formara parte de una máscara facial como la del yelmo de Gjermundbu, que tenía «tiras curvas de unión» que rodeaban los ojos del portador. Se desconoce el método empleado para construir el resto del casco; «No hay ningún rastro de cota de malla en el hallazgo, ni de placas de hierro aptas para formar el resto del casco»; sin embargo, se encontraron ocho fragmentos de «finas tiras de hierro, de aproximadamente 1 cm de ancho y de longitud variable», que podrían haberse utilizado originalmente para unir las placas del casco.

## Descubrimiento
El fragmento de Tjele fue descubierto en 1850 en medio de una colección de herramientas de herrero del siglo X, pero su importancia no se comprendió hasta 1984. Descubierto originalmente por un agricultor que plantaba árboles jóvenes junto a la mansión de Tjele, entre Viborg y Randers, fue enviado por el propietario de la mansión al Museo Nacional de Dinamarca, donde permanece en la actualidad. En 1858 se publicó la colección de herramientas —dos yunques, cinco martillos, tres pares de tenazas, un par de cizallas de chapa, dos limas, un cincel, dos cajones, dos cucharones de fundición, una piedra de afilar, un juego de balanzas con diez pesas, cinco hoces, una llave, tres clavos de hierro, un hacha, dos cascabeles, una punta de lanza, alambres de bronce, fragmentos de bronce y de hierro, y los restos de una arqueta—, pero el fragmento del casco pasó por alto como montura. Tras llevar «una existencia desapercibida» durante unos 130 años a pesar de estar expuesto, el fragmento fue finalmente reconocido como el resto de un yelmo por Elisabeth Munksgaard, la historiadora adjunta del Departamento de prehistoria de Dinamarca del museo. Al publicar su realización en 1984, señaló que «los mejores hallazgos a menudo no se hacen en el campo, sino en los museos».

## Tipología

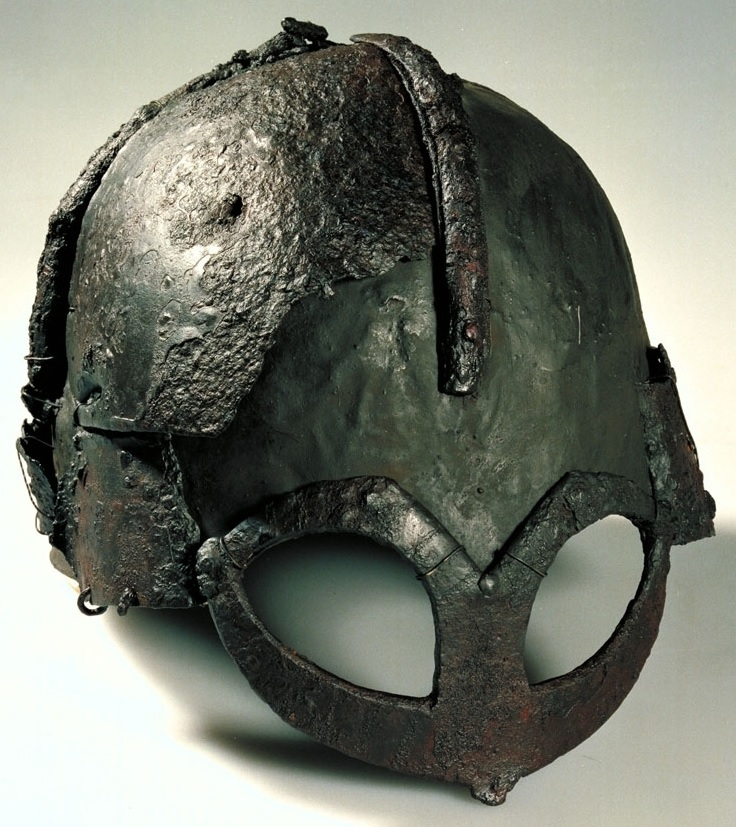
El yelmo de Gjermundbu, obra contemporánea del yelmo de Tjele.

Se ha sugerido una fecha de entre 950 y 970 d. C. para las herramientas de Tjele, lo que las sitúa, al igual que el fragmento de casco, hacia el final de la época vikinga, que duró desde finales del siglo VIII hasta mediados del XI. El casco contemporáneo de Gjermundbu se encontró cerca de Haugsbygd (Noruega), mientras que los fragmentos de otros tres se hallaron en la isla de Gotland (Suecia) —uno en Lokrume y otro en Högbro— y en Kiev (Ucrania). Estos cinco cascos, los únicos conocidos de la época vikinga, parecen ser descendientes de los anteriores cascos escandinavos de la era de Vendel y anglosajones, y el final de la línea de «cascos con cresta» que aparecieron en Europa alrededor del siglo VI. En este contexto, el fragmento de Tjele es uno de los dos cascos de este tipo que se conocen en Dinamarca, junto con el fragmento de yelmo previkingo (c. 550-700 d. C.) de Gevninge, descubierto en el año 2000.